# دوري رياضي

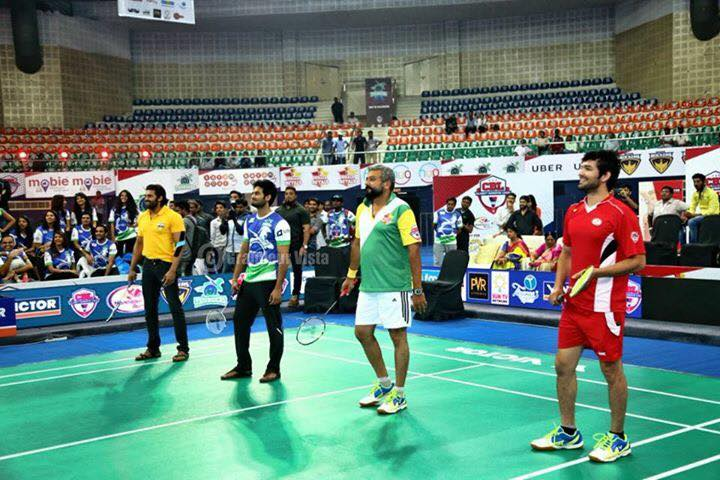
صورة لرياضيين يلعبون دوريا

الدوري الرياضي (بالإنجليزية: Sports league)‏ هي مجموعة من الفرق الرياضية أو الرياضيين الفرديين الذين يتنافسون ضد بعضهما البعض في رياضة معينة. في أبسط صوره، قد يكون من مجموعة محلية من الرياضيين الهواة الذين يشكلون فرق تتنافس فيما بينها في عطلة نهاية الأسبوع، وفي أكثرها تعقيدا، يمكن أن يكون دوري دولي للمحترفين يضخ كميات كبيرة من الأموال ويشارك فيه عشرات الآلاف من الفرق واللاعبين.